# Eszter Hollósi
Eszter Hollósi (* 20. Juni 1981 in Budapest, Ungarn) ist eine österreichische Schauspielerin.

## Leben und Wirken
Hollósi verbrachte ihre ersten Lebensjahre in Ungarn und übersiedelte im Jahr 1988 nach Österreich. Nach dem Abschluss der Vienna International School absolvierte sie im Jahr 2002 die Fächer Schauspiel und Theaterregie am Rose Bruford College in London. Im Rahmen ihrer Studien erfolgten Gastaufenthalte und Ausbildungen an der Royal Shakespeare Company (U.K.), am Theatre of the Oppressed (Brasilien), bei den Artists of Gardzienice (Polen) und am Instituto del Teatro in Barcelona. Im Jahr 2010 absolvierte sie die Schauspiel-Meisterklasse des Theater Pieśń Kozla in Wrocław und der Manchester Metropolitan University.
Hollósi war an verschiedenen Theater-, Film- und Performanceproduktionen in der Off-Szene in und außerhalb Österreichs beteiligt. Seit dem Jahr 2007 arbeitet Hollósi mit den Wiener Theatermachern Otto Brusatti und Erwin Leder zusammen, seit dem Jahr 2008 spielt sie im Ensemble des Wiener Regisseurs Bruno Max (Stadttheater Mödling, Theater zum Fürchten im Theater Scala, Theater im Bunker).
Neben ihrer Schauspieltätigkeit arbeitet sie als freischaffende Sprecherin, hält Lesungen (u. a. mit dem Ersten Wiener Lesetheater unter der Leitung von Rolf Schwendter) und verfasst eigene Lyrik.
Sie unterrichtet Deutsch als Fremdsprache sowie Englisch und schreibt literarische Übersetzungen bzw. Off-Text-Übersetzungen für Filmproduktionen.
Seit der Programmreform des ORF-Kultursenders Ö1 im Herbst 2017 ist Hollósi als eine von fünf Stimmen für die Signations zu hören. Sie ist Sprecherin zahlreicher Folgen der Doku-Serien Universum und Universum History.

## Theaterrollen (Auszug)
- 2024 – Diana Christensen in Network nach Paddy Chayefsky – Stadttheater Mödling und Theater Scala Wien
- 2022 – Elaine Harper in Arsen und Spitzenhäubchen von Joseph Kesselring – Theater Center Forum Wien
- 2021 – Monika Gall und Hausmeisterin in Hochzeit von Elias Canetti – Stadttheater Mödling und Theater Scala Wien
- 2021 – Madame de Winter in Die drei Musketiere von Bruno Max nach Alexandre Dumas – Schöffelstadtspektakel Mödling
- 2019 – Lisa, Frida und Erster Jude in Blinde Nacht von Simon Kronberg – TheaterArche
- 2019 – verschiedene Rollen in Loveplay von Moira Buffini – Stadttheater Mödling und Theater Scala Wien
- 2018 – Die Frau in Grillparzer im Pornoladen von Peter Turrini – Stadttheater Mödling und Theater Scala Wien
- 2018 – Klara May in Karl MayBe von Bruno Max – Theater im Bunker Mödling
- 2018 – Ariel in Mittsommernachtssexkomödie von Woody Allen – Stadttheater Mödling
- 2018 – Elmire in Tartuffe von Molière – Stadttheater Mödling und Theater Scala Wien
- 2014 – Teufel und Autogrammjägerin in Himmelwärts von Ödön von Horváth – Theater Center Forum Wien
- 2013 – Schauspiel in Lohengrin in der Bearbeitung von Otto Brusatti – Theater Drachengasse Wien
- 2011 – Schauspiel in Das Budapest Verhör von Thomas Desi – Theater Nestroyhof Hamakom Wien
- 2009 – Ilse Bessel in Frühlingserwachen von Frank Wedekind – Theater Center Forum Wien
- 2008 – verschiedene Rollen in Alles. Außer. Irdisch. von Bruno Max – Theater im Bunker Mödling
- 2008 – Frau Reis in Dalles & Dowidl – Im jüdischen Kaffeehaus (Eigenproduktion) – Ensemble Tinte und Kaffee Wien
- 2008 – Kristin in Fräulein Julie von August Strindberg – Theater Center Forum Wien
- 2008 – Lulu in Lulu nach Frank Wedekind – Theater SPIELRAUM Wien
- 2007 – Alma in PersonA nach Ingmar Bergman – Theater TraumA Wien
- 2007 – Marie in Woyzeck von Georg Büchner – Theater SPIELRAUM Wien
- 2007 – verschiedene Rollen in Pornokino von Peter Fuchs und Christoph Prückner – PinkZebraTheater Wien
- 2006 – Ilonka/Judit in Judit triumphiert – One-woman-show nach Sándor Márai – Theaterprocedere Wien
- 2006 – Gudrun Ensslin in Bombenlegen – Küchenliegen nach Bernward Vesper und Rosemarie Poiarkov – Theaterprocedere Wien
- 2006 – Mariane in Der Geizige von Molière – Sommerspiele Parndorf
- 2006 – Lydia in Schloß Gripsholm nach Kurt Tucholsky – Theater SPIELRAUM Wien
- 2006 – Mirandolina in Mirandolina von Carlo Goldoni – d.mut productions Wien
- 2006 – verschiedene Rollen in Per Anhalter durch die Zeit (Eigenproduktion) – Kinder- & Jugendtheater Wien
- 2006 – Catherine in Meine Frau Maurice von Raffy Shart – Theater Center Forum Wien
- 2005 – Ophelia in Hamlet von William Shakespeare – Theater Brett Wien
- 2005 – Krankenschwester in anus minimalis von Gabriele Kögl – Theater Brett Wien

## Filmrollen
- 2019: Sissi – Die Getriebene, Regie: Stefan Ludwig
- 2018: Ein wilder Sommer – Die Wachausaga, Regie: Anita Lackenberger
- 2018: Loslassen, Regie: Götz Raimund
- 2016: Eisenherz, Regie: Franz Maria Quitt
- 2007: Ohne Cover, Regie: Markus Griefing
- 2006: Auszüge, Regie: Cevdet Kilic
- 2006: Regen.blut, Regie: Christoph Prückner
- 2003: Oh Fortuna!, Regie: Tassilo Dückelmann
- 2002: The Goddess, Regie: Elisa Parolo

## Lesungen / Tätigkeit als Sprecherin
- 2008 – Audio Guide für die LOISIUM Kellerwelt in (Langenlois), die Landesausstellung 2008 in Bad Ischl sowie für das Dommuseum Salzburg
- 2007 – Greife wacker nach der Sünde, Gedichte von Frank Wedekind nach einem Konzept von Otto Brusatti
- 2007 – Die schöne Magelone, in der Reihe Kunst in der Musiksammlung Wien nach einem Konzept von Otto Brusatti
- 2007 – Wann ist ein Augenblick voll, Gedichte von Frederik Frans Mellak nach einem Konzept von Erwin Leder
- 2007 – Des Knaben Wunderhorn nach einem Konzept von Otto Brusatti
- 2007 – Audio Guide für das Mozarthaus Wien
- 2006 – Ungarn ’56, Texte zum Jubiläumsjahr nach einem Konzept von Gerhard Werdeker
- 2005 – Hypermarket, Szenische Lesung nach einem Konzept von Ludvík Kavín
- 2005 – Garifuna, Dokumentarfilm von Helmut Giese
- 2003 – Escape from Fear, Szenische Lesung nach einem Konzept von Erika Sieder